# Sky Tour (phim)
Sky Tour (tiêu đề trên Netflix là Sơn Tùng M-TP: Sky Tour Movie) là một bộ phim tài liệu âm nhạc của ca sĩ, nhạc sĩ người Việt Nam Sơn Tùng M-TP về chuyến lưu diễn Sky Tour năm 2019 trước thềm phát hành album Chúng ta (2020). Bộ phim bắt đầu khởi chiếu tại các rạp phim trên toàn quốc vào ngày 12 tháng 6 năm 2020. Phim được phát hành trên toàn cầu tại 190 quốc gia và vùng lãnh thổ vào ngày 2 tháng 9 năm 2020 trên nền tảng xem phim trực tuyến Netflix.

## Bối cảnh
Mùa hè năm 2019, Sơn Tùng M-TP và công ty M-TP Entertainment đã tổ chức thành công chuỗi sự kiện âm nhạc Sky Tour tại cả ba thành phố lớn: Thành phố Hồ Chí Minh, Đà Nẵng và Hà Nội. Để cùng người hâm mộ nhìn lại một hành trình âm nhạc rực rỡ và ấn tượng, Sơn Tùng M-TP và công ty M-TP Entertainment chính thức phát hành bộ phim tài liệu âm nhạc Sky Tour tại các cụm rạp khắp cả nước. Đây là lần đầu tiên tại Việt Nam, một nghệ sĩ phát hành bộ phim tài liệu âm nhạc về chuyến lưu diễn của mình trên màn ảnh rộng.
Ngày 31 tháng 5 năm 2020, Sơn Tùng M-TP công bố và đăng tải đoạn trailer ngắn trên YouTube một bộ phim tài liệu về chuyến lưu diễn Sky Tour, Sky Tour Movie. Bộ phim dự kiến khởi chiếu tại các rạp phim trên toàn quốc ngày 12 tháng 6 năm 2020. Trailer phim ghi lại những "hình ảnh hào nhoáng trên sân khấu của nam ca sĩ trước sự tung hô của người hâm mộ tại Sky Tour 2019" và khắc họa lại quá trình chuẩn bị cho chuyến lưu diễn này. Ở cuối video, Sơn Tùng M-TP chia sẻ: "Là tuổi trẻ, là nhiệt huyết, và đam mê".

## Âm nhạc
Tùng phát hành album nhạc phim/trực tiếp Sky Tour (Original Motion Picture Soundtrack) dưới định dạng tải kỹ thuật số và cho đặt trước vào ngày 8 tháng 6 năm 2020. Album sẽ được phát hành cùng thời điểm chiếu Sky Tour Movie.

### Hiệu suất thương mại
Không chỉ Sky Tour Movie gặt hái được thành công thương mại, mà album nhạc phim của nó cũng có được một hiệu ứng thương mại khá tốt. Trên bảng xếp hạng album của 2 nền tảng Apple Music và iTunes tại Việt Nam thì album này đã dẫn đầu trong nhiều ngày, đặc biệt hơn với hiệu ứng ra mắt Sky Tour Movie và album nhạc phim thì album tuyển tập đầu tay của Tùng, m-tp M-TP, cũng đã trở lại vị trí thứ 3 trên bảng xếp hạng album iTunes ở Việt Nam.
Thành công của album không chỉ quẩn quanh trong nước, mà còn lan rộng ra nước ngoài khi nó cũng xuất hiện trên bảng xếp hạng album iTunes của 1 vài quốc gia, trong đó có 3 quốc gia gồm Singapore, Cộng hòa Séc và Úc là 3 nơi mà album này đã lọt vào top 10 bảng xếp hạng của các quốc gia này. Album còn lập kỉ lục là album Việt Nam đầu tiên xuất hiện trên Bảng xếp hạng iTunes toàn cầu với vị trí thứ 83.
Các bài hát của album cũng đạt được thứ hạng cao. Trên iTunes Việt Nam, tất cả các bài hát của album đều xuất hiện trong top 20 của bảng xếp hạng bài hát và Sky Tour Intro đã vươn lên đến vị trí thứ nhất. Còn với Spotify, các bài hát đã xuất hiện trong Top 60 các bài hát được phát nhiều nhất trong ngày ở Việt Nam và Sky Tour Intro là bài hát có thứ hạng cao nhất khi nó vươn lên đến vị trí thứ 5 với khoảng 119 nghìn lượt phát trong ngày.

### Danh sách bài hát
Danh sách này được trích từ Apple Music.Tất cả lời bài hát được viết bởi Sơn Tùng M-TP.
| Sky Tour (Original Motion Picture Soundtrack) | Sky Tour (Original Motion Picture Soundtrack)  | Sky Tour (Original Motion Picture Soundtrack) |
| STT                                           | Nhan đề                                        | Thời lượng                                    |
| --------------------------------------------- | ---------------------------------------------- | --------------------------------------------- |
| 1.                                            | "Sky Tour Intro"                               | 2:29                                          |
| 2.                                            | "Chạy ngay đi (Sky Tour 2019)"                 | 5:09                                          |
| 3.                                            | "Chúng ta không thuộc về nhau (Sky Tour 2019)" | 4:07                                          |
| 4.                                            | "Lạc trôi (Sky Tour 2019)"                     | 4:53                                          |
| 5.                                            | "Remember Me (Sky Tour 2019)"                  | 3:23                                          |
| 6.                                            | "Chắc ai đó sẽ về (Sky Tour 2019)"             | 4:43                                          |
| 7.                                            | "Em của ngày hôm qua (Sky Tour 2019)"          | 4:06                                          |
| 8.                                            | "Hãy trao cho anh (Sky Tour 2019)"             | 4:13                                          |
| Tổng thời lượng:                              | Tổng thời lượng:                               | 33:03                                         |

### Lịch sử phát hành
| Khu vực  | Ngày                | Định dạng          | Hãng               |
| -------- | ------------------- | ------------------ | ------------------ |
| Toàn cầu | 12 tháng 6 năm 2020 | Tải nhạc streaming | M-TP Entertainment |

## Sản xuất
- Đạo diễn: Sơn Tùng M-TP
- Diễn viên: Sơn Tùng M-TP

## Phát hành
Chiều ngày 11 tháng 6 năm 2020, Sky Tour Movie lập kỷ lục khi đạt 10.000 vé bán sớm sau 48 giờ chính thức mở bán trước khi công chiếu vào ngày 12.

## Quảng bá
Sau khi công chiếu tại Việt Nam, nền tảng xem phim trả phí Netflix phát hành bộ phim tài liệu Sky Tour Movie của Sơn Tùng M-TP  trên 190 quốc gia vào 2/9.Lần hợp tác này một lần nữa khẳng định cam kết của Netflix trong việc giới thiệu những nội dung bản địa xuất sắc tới với người dùng toàn cầu, Qua đó, tạo điều kiện để họ được truyền cảm hứng bởi hoạt động sáng tạo nghệ thuật của một ngôi sao Việt Nam đầy hứa hẹn, và đồng hành cùng nghệ sĩ Sơn Tùng M-TP trong nỗ lực đưa âm nhạc V-Pop ra thế giới. Khán giả toàn cầu có thể tận hưởng những màn biểu diễn của nghệ sĩ Sơn Tùng M-TP với 10 lựa chọn ngôn ngữ phụ đề.
Ông Raphael Phang, Phụ trách Nội dung khu vực Đông Nam Á của Netflix cho biết: "Âm nhạc của nghệ sĩ Sơn Tùng M-TP có sức lan tỏa ngoài biên giới. Tài năng nghệ thuật của anh ấy gây được tiếng vang lớn không chỉ đối với người hâm mộ Việt Nam mà còn cả tại các thị trường khác bên ngoài Đông Nam Á.
Ca sĩ Sơn Tùng M-TP cho biết: "Việc Sơn Tùng M-TP quyết định mang Sky Tour Movie phát hành trực tuyến trên mạng là vì mong muốn mang bộ phim này đến với nhiều người hơn, những người chưa có cơ hội trải nghiệm thực tế tại buổi diễn, hoặc tại rạp chiếu phim. Bên cạnh đó, nền tảng chiếu phim mà Sơn Tùng M-TP chọn lựa cũng cho phép khán giả có thể chủ động bắt giữ những khoảnh khắc ấn tượng của riêng họ bằng cách tua đến những câu nói, đoạn giai điệu hay hình ảnh đẹp mà họ ấn tượng, muốn xem kỹ lại. Tôi cũng rất vui và tự hào khi lần đầu tiên một bộ phim tài liệu về âm nhạc Việt Nam được phát cùng lúc trên 190 quốc gia, vùng lãnh thổ".

## Đón nhận

### Doanh thu
Bộ phim khởi chiếu vào ngày 12 tháng 6, sau ba ngày thu về 5,8 tỉ đồng. Đến ngày 22, đúng sau mười ngày khởi chiếu, bộ phim khép lại với tổng doanh thu 11,6 tỉ.

### Đánh giá
Nêu bật tinh thần của tour diễn và hành trình trở thành "Hoàng tử V-Pop" của nghệ sĩ Sơn Tùng M-TP, bộ phim giành được nhiều lời ngợi khen nhờ vào một cốt truyện xuyên suốt, mạch lạc, và hình ảnh Sơn Tùng M-TP được tái hiện như một nghệ sĩ trẻ nhiệt huyết, làm nhạc đầy chuyên nghiệp tại Việt Nam.
Sky Tour Movie khắc họa hành trình đầy cảm xúc của Sơn Tùng M-TP, một trong những nghệ sĩ trẻ mang tính biểu tượng của nền âm nhạc Việt đương đại. Thông qua những thước phim đáng nhớ, bộ phim ghi lại hành trình khổ luyện để tạo nên những phút giây tỏa sáng trên sân khấu. Bộ phim này cũng mở ra các góc nhìn đa chiều về một ngôi sao V-pop và những đêm diễn tuyệt vời mà Sơn Tùng M-TP dành tặng cho người hâm mộ thay cho lời tri ân.

### Phản ứng
Sau khi "oanh tạc" phòng vé Việt Nam, Sky Tour: The Movie trở thành tác phẩm tài liệu âm nhạc đầu tiên của Việt Nam được Netflix mua bản quyền trình chiếu tới hơn 190 quốc gia. Trang DCInside của Hàn Quốc cũng đưa tin về bộ phim và tạo nên tranh cãi lớn.
Tại Hàn Quốc, bộ phim được quảng bá khá tốt khi có poster riêng, có phụ đề Hàn Quốc… và đã góp mặt trong top trending của Netflix tại Hàn Quốc. Thế nhưng chính sức ảnh hưởng của bộ phim lại khiến cư dân mạng Hàn Quốc khó chịu. Họ cho rằng Sky Tour: The Movie đạo ý tưởng từ hai bộ phim tài liệu đình đám của nhóm nhạc BTS là Burn The Stage: The Movie và Bring The Soul: The Movie.
"Đó giống như là một bản nhái của Burn The Stage: The Movie vậy. Bộ phim cũng nói về một hành trình âm nhạc, những chuyến lưu diễn ở khắp mọi nơi, cách đặt tên cũng từa tựa nhau… Tôi có cảm giác như cậu ca sĩ này đang cố tạo ra một tác phẩm giống như của BTS vậy, cũng có thể là cậu ca sĩ này đã ăn cắp ý tưởng từ BTS." Một cư dân mạng Hàn Quốc đưa ra ý kiến.